# Vitex calothyrsa
Vitex calothyrsa là một loài thực vật có hoa trong họ Hoa môi. Loài này được Sandwith miêu tả khoa học đầu tiên năm 1930.